# USS England (DE-635)
USS England (DE-635) – amerykański niszczyciel eskortowy, należący do typu Buckley, zbudowany dla United States Navy w 1943 roku. W działaniach wojennych na Pacyfiku wsławił się zatopieniem w ciągu dwunastu dni drugiej połowy maja 1944 roku sześciu japońskich okrętów podwodnych. 9 maja następnego roku został poważnie uszkodzony po ataku japońskiego lotnictwa, tracąc 37 zabitych lub zaginionych członków załogi. 15 października 1945 roku został skreślony z listy floty i w roku następnym sprzedany na złom.

## Opis konstrukcji
„England” był jednym ze 148 (wliczając w to jednostki przekazane Royal Navy i przebudowane po ukończeniu na szybkie transportowce desantowe) niszczycieli eskortowych typu Buckley, określanych także, od rodzaju napędu, jako Turbo-Electric Drive (TE). Jego projektowana wyporność standardowa wynosiła 1400 długich ton (ts), pełna 1740 ts, długość całkowita 93,3 m, szerokość maksymalna 11,1 m zaś średnie zanurzenie przy wyporności standardowej 2,8 m.
Niszczyciel miał napęd turboelektryczny. Dwa kotły firmy Foster-Wheeler dostarczały parę do turbogeneratorów produkcji General Electric, które wytwarzały prąd dla silników elektrycznych, napędzających poprzez przekładnie redukcyjne dwie śruby. Łączna moc układu, wynosząca 12 000 shp, miała zapewnić prędkość maksymalną 24 węzłów. Zapas 350 ton paliwa pozwalał przepłynąć 4940 mil morskich przy prędkości ekonomicznej 12 węzłów.
Uzbrojenie artyleryjskie stanowiły trzy pojedyncze działa uniwersalne Mk 22 L/50 kal. 76 mm (3 cale) na otwartych stanowiskach, dwóch na dziobie, w superpozycji, trzecim na rufie; jedno poczwórne stanowisko dział przeciwlotniczych Mk 2 kal. 28 mm (tzw. chicagowskie pianina) na rufie, w superpozycji do działa kal. 76 mm, oraz osiem, później dziesięć, pojedynczych dział automatycznych Oerlikon kal. 20 mm na podstawach Mk 4. Do zwalczania okrętów podwodnych niszczyciel dysponował miotaczem bomb głębinowych Mk 10 (Hedgehog) na pokładzie dziobowym za stanowiskiem pierwszego działa, ośmioma burtowymi miotaczami Mk 6 (K-guns), po cztery na burcie, oraz dwoma zrzutniami bomb głębinowych Mk 9 Mod. 0 na rufie. Ponadto okręt posiadał potrójną wyrzutnię torpedową Mk 15 kal. 533 mm (21 cali). System kontroli ognia był stosunkowo ubogi i składał się z dalmierza o bazie 2,5 metra oraz dwóch systemów naprowadzania Mk 51 dla dział małokalibrowych.
„England” był wyposażony w radary wykrywania celów nawodnych typu SL i obserwacji przestrzeni powietrznej typu SA z integralnym systemem rozpoznawania „swój-obcy” (IFF). Do wykrywania zanurzonych okrętów podwodnych służył sonar typu QCS w chowanej opływce pod kadłubem. Niszczyciel posiadał krótkofalową radiostację głosową systemu TBS (Talk Between Ships).
Według projektu załoga liczyła 15 oficerów oraz 198 podoficerów i marynarzy.

## Służba operacyjna
Stępkę pod DE-635 położono 4 kwietnia 1943 roku w stoczni Bethlehem Steel Co. w San Francisco. Otrzymał nazwę dla uczczenia Johna C. Englanda, oficera pancernika „Oklahoma”, który zginął w czasie ataku na Pearl Harbor. Uroczystość wodowania odbyła się 26 września 1943 roku, zaś matką chrzestną okrętu została matka jego patrona. Do służby w US Navy wszedł 10 grudnia tego samego roku. Dowódcą okrętu został komandor podporucznik (Lieutenant Commander) Walton Barclay Pendleton.
Po okresie prób i ćwiczeń na wodach kalifornijskich oraz dwutygodniowym pobycie w stoczni, 14 lutego 1944 roku „England” opuścił San Francisco, kierując się do strefy działań wojennych na Pacyfiku. Przez Pearl Harbor, Funafuti i Guadalcanal 12 marca przybył na Espiritu Santo, gdzie został skierowany do służby eskortowej. Operował na trasie na Guadalcanal, okazjonalnie zawijając również do Numei i raz na Wyspy Marshalla.

### Sześć okrętów podwodnych w dwanaście dni
18 maja „England”, wraz z siostrzanymi „George” i „Raby” otrzymały rozkaz wyjścia w morze na poszukiwania japońskiego okrętu podwodnego, który miał dostarczyć zaopatrzenie (głównie ryż) dla żołnierzy w Buin na Bougainville. Wiadomość o jego wyjściu z Truk 14 maja, już tego samego dnia została przechwycona i rozszyfrowana przez amerykański nasłuch radiowy. 19 maja okręt podwodny (był to I-16 należący do typu C1) został wykryty przez rozpoznanie lotnicze, około 140 mil morskich na północny wschód od Boungaiville. Trzy niszczyciele zostały natychmiast skierowane w tamten rejon. Przed 14.00 czasu lokalnego operator sonaru na „England” zarejestrował obecność przeciwnika. W ciągu najbliższej godziny niszczyciel wykonał pięć ataków bombami głębinowymi, przy wykorzystaniu miotacza Hedgehog. Były skuteczne: na okręcie zarejestrowano podwodne wybuchy, później silną eksplozję, po której na powierzchnię wypłynęły plamy ropy i różne szczątki, wśród nich worek ryżu z japońskimi napisami. Na I-16 zginęło 107 marynarzy.
Również 18 maja dowódca japońskiej 7. Flotylli Okrętów Podwodnych, kontradmirał Noboru Owada, rozkazał podległym sobie jednostkom 51. Dywizjonu zajęcie pozycji w formie rozciągniętej linii na północny wschód od Wysp Admiralicji. Według japońskiego planu, miały one tam oczekiwać na amerykańskie lotniskowce admirała Williama F. Halseya. Także ten rozkaz został przechwycony i 20 maja rozszyfrowany. W rejon spodziewanej obecności japońskich okrętów podwodnych skierowano między innymi niszczyciele „England”, „George” i „Raby”. 22 maja około 3.50 w nocy operatorzy radaru na „George”, a wkrótce potem także na „England”, uchwycili kontakt z celem w odległości ponad 15 km. Obydwie jednostki skierowały się na namiar echa i rozpoczęły poszukiwania. Ich efektem było wykrycie okrętu podwodnego (Ro-106 z 49 osobami na pokładzie) na powierzchni, w trakcie ładowania akumulatorów, a po jego alarmowym zanurzeniu namierzenie sonarem i atak pociskami Hedgehoga, najpierw z „George”, później z „England”. Po dwóch salwach tego ostatniego zarejestrowano wybuchy i podwodną eksplozję. Rankiem na powierzchni odnaleziono plamę ropy i pływające szczątki.
Następnej nocy zespół trzech niszczycieli kontynuował działania. 23 maja rano operatorzy radaru na „Raby” wykryli kolejny cel. Jednak, zanim eskortowiec dotarł do niego, japoński okręt podwodny zanurzył się. Po namierzeniu go sonarem najpierw „Raby” a wkrótce „George” wykonały po kilka ataków, bez widocznego efektu. Jednak ten ostatni utrzymał kontakt sonarowy z przeciwnikiem. Gdy „England” dotarł na miejsce, przeprowadził dwa kolejne ataki pociskami z Hedgehoga. Tym razem były one skuteczne: przed 8.30 nastąpił duży wybuch, po którym na powierzchni morza pojawiła się plama ropy oraz pływające fragmenty desek i korka, na niektórych obserwatorzy zauważyli japońskie napisy. Zatopionym okrętem podwodnym był Ro-104, na którym zginęło 58 członków załogi.
Następnej nocy, około półtorej godziny po północy 24 maja, trzy eskortowce patrolowały ten sam akwen. Operatorzy radaru na „George” zauważyli kolejny okręt podwodny, który jednak zanurzył się zanim Amerykanie zbliżyli się do niego. Przed 2.00 sonar płynącego na skraju szyku „England” zarejestrował echo. Załoga niszczyciela przeprowadziła dwa ataki, po których usłyszano podwodne wybuchy. Dalsze przeszukiwanie obszaru nie dało rezultatów, dlatego rankiem spuszczono łódź, z której zauważono niewielką ilość pływających kawałków drewna. Ponieważ nie było to wystarczającym dowodem zniszczenia przeciwnika, patrol kontynuowano. O 9.45 „England” zarejestrował kontakt sonarowy i wykonał kilka ataków, do których przed południem przyłączył się również „George”, jednak do wieczora nie zauważono żadnych znaczących efektów. Po wznowieniu poszukiwań 25 maja, odnaleziono na powierzchni plamę ropy i dużą ilość pływających szczątków, pozwalającą uznać japoński okręt podwodny (Ro-116, 56 marynarzy) za zatopiony.
26 maja przed północą radary na „Raby” i „England” wykryły następny okręt podwodny. Gdy „England” zmienił kurs i ruszył ku niemu, zanurzył się. Jednak Amerykanie uzyskali kontakt sonarowy, co pozwoliło im na przeprowadzenie skutecznego ataku: już po pierwszej salwie z Hedgehoga usłyszano podwodne wybuchy i głuchą eksplozję. Rano 27 maja niszczyciele znalazły w tym miejscu dużą plamę ropy oraz kawałki drewna, korka i mahoniu. Zatopionym okrętem był Ro-108 z 53-osobową załogą. Niszczyciele, zluzowane w patrolowaniu przez inny zespół poszukiwawczy (lotniskowiec eskortowy „Hoggatt Bay” oraz niszczyciele „Hazelwood”, „Heermann”, „Hoel” i „McCord”), wyruszyły do bazy na wyspie Manus, gdzie po południu tego dnia uzupełniły zapasy paliwa, amunicji i żywności. Opuściły Manus wieczorem 28 maja, wzmocnione czwartym niszczycielem eskortowym, „Spangler”. Obydwa zespoły połączyły się.
Przed 2.00 w nocy 30 maja radar „Hazelwood” wskazał kontakt z wrogim okrętem podwodnym w odległości ponad 6 km. Po zejściu Japończyków pod powierzchnię uzyskano namiar sonarowy, na podstawie którego wykonano dwa ataki bombami głębinowymi. Później poszukiwanie celu przejęły „Raby” i „George”, które prowadziły akcję przez cały następny dzień. Wielokrotne ataki trwały aż do nocy z 30 na 31 maja i przyniosły prawdopodobne uszkodzenia na okręcie podwodnym. Około 3.00 po północy 31 maja obserwatorzy na obydwu niszczycielach zauważyli wynurzający się obiekt, który jednak zszedł pod powierzchnię, zanim zdołano go zaatakować. Nad ranem do poszukiwań przyłączyły się „Spangler” i „England”. Już pierwszy atak tego ostatniego, o 7.35, przyniósł efekt w postaci silnej podwodnej eksplozji. Szóstym zniszczonym w ciągu dwunastu dni okrętem podwodnym był Ro-105 z 55 osobami załogi. Co znamienne, największą rolę w tych sukcesach odegrały granaty z Hedgehoga. Było to prawdopodobnie wydarzenie bez precedensu w historii wojny podwodnej. Przyniosło ono załodze niszczyciela wymienienie w Presidential Unit Citation, zaś jej dowódcy przyznanie Krzyża Marynarki Wojennej oraz awansu. Admirał Ernest King – znany jako zajadły anglofob i przeciwnik budowy niszczycieli eskortowych – oświadczył: „There'll always be an England in the United States Navy”.

### Dalsza służba
„England” pozostał w dalszej służbie w rejonie Wysp Salomona. 30 sierpnia nastąpiła zmiana dowódcy okrętu: W. B. Pendletona zastąpił komandor podporucznik (Lieutenant Commander) J. A. Williamson. We wrześniu i październiku 1944 roku eskortował między innymi konwoje do Sydney i na Nową Gwineę, skąd dwukrotnie pływał z transportami na Leyte. Od początku 1945 roku operował pomiędzy wyspą Manus a Ulithi na Karolinach. W lutym odbył rejs eskortowy przez bazę w Kossol Roads (Palau) na Filipiny. Od 23 marca wchodził w skład sił zaangażowanych w desant na Okinawie. 27 marca został zaatakowany przez pilota-samobójcę, którego maszyna rozbiła się niedaleko burty niszczyciela. Do zespołu Piątej Floty dołączył jako eskorta dwóch krążowników („Mobile” oraz „Oakland”) tuż po 1 kwietnia. Pomiędzy 6 a 17 kwietniem był w eskorcie pustych transportowców wojska, płynących z Okinawy na Saipan, po powrocie został skierowany do patrolowania akwenu w rejonie wysepek Kerama Retto, na zachód od Nahy.
Wieczorem 9 maja 1945 roku, około 19.50 „England”, patrolujący pozycję na północny zachód od Kerama Retto, został zaatakowany przez trzy japońskie bombowce nurkujące Aichi D3A „Val”. Pierwszy został zestrzelony przez artylerzystów niszczyciela, jednak jego pilot skierował płonącą maszynę na eskortowiec i w samobójczym ataku rozbił ją na prawej burcie, w rejonie pomostu bojowego. Po uderzeniu samolotu w okręt eksplodowała również przenoszona przezeń bomba. Dwa pozostałe bombowce zostały zestrzelone przez patrol amerykańskich samolotów myśliwskich. Eksplozja wywołała pożar i wtórną eksplozję pocisków do dział przeciwlotniczych w składach podręcznych. Zginęło bądź zostało uznanych za zaginionych 35 członków załogi, poważne rany odniosło dalszych 27, z których dwóch zmarło w następnych dniach. Wkrótce do burty niszczyciela podszedł trałowiec „Vigilance”, którego drużyny awaryjne wsparły załogę niszczyciela w walce z pożarem, w nocy na miejsce akcji ratunkowej dotarł także niszczyciel „Gherardi”, z którego na „England” przeszedł lekarz okrętowy, oraz holownik „Gear”.
Wciąż płonący niszczyciel został odholowany na Kerama Retto, gdzie do rana ugaszono pożar, a później przeprowadzony na Leyte, gdzie dokonano prowizorycznych napraw. Właściwy remont, połączony z konwersją na szybki transportowiec, planowano przeprowadzić w Stanach Zjednoczonych. 16 lipca 1945 roku „England” zawinął do Filadelfii, ale wobec zbliżającego się końca wojny i dużych rozmiarów odniesionych uszkodzeń, zrezygnowano z jakichkolwiek prac na jednostce. Duża liczba dostępnych niszczycieli eskortowych, z których znacząca część miała być po zakończeniu działań wycofana ze służby lub przesunięta do rezerwy sprawiła, że remont okrętu uznano za nieopłacalny. Wycofano go ze służby 15 października 1945 roku, by 11 stycznia następnego roku formalnie skreślić go z listy floty. 26 listopada 1946 roku został sprzedany na złom.
„England” otrzymał dziesięć odznaczeń bojowych (Battle Stars) za swe działania podczas II wojny światowej.